# Kalvfjärden
59°13.2′N 18°20′Ø / 59.2200°N 18.333°Ø
Kalvfjärden är en fjord i Tyresö kommun i Stockholms län i Sverige, som ligger mellem Tyresö og Brevikshalvön og går mod syd over i Ällmorafjärden og Østersøen via Luraström. 
Kalvfjärden har et areal på 3,5 km2 ,  og en gennemsnitsdybde på 8 meter, men er op til 28 meter dyb.
På grund af tilløbet fra Tyresåns søsystem tilføres Kalvfjärden store mængder næringssalte, der bidrager til overgødning, ligesom der også tilføres andre forurenende stoffer, som f.eks. kviksølv.

## Eksterne kilder og henvisninger
1. ↑  Tabell över havsområden Arkiveret 24. september 2015 hos  Wayback Machine SMHI

- Kalvfjärden VISS